# Attention (альбом)
| Оценки критиков | Оценки критиков |
| Источник        | Оценка          |
| --------------- | --------------- |
| AllMusic        | [ 1 ]           |
| PopMatters      | favorable       |
| Slant           | [ 3 ]           |

Attention — это пятый студийный альбом исландской группы GusGus, выпущенный в 2002 году. Состав группы отличается от трех предыдущих альбомов группы.

## Критика
Хизер Фарес из AllMusic поставил альбому 4 звезды из 5 и заявил: «Иногда сдержанный, простой подход альбома кажется холодным и монотонным, но когда все это складывается вместе, Attention проявляется как стильный, до странности романтичный сборник клубной музыки». Сал Чинквемани из журнала Slant поставил альбому 3,5 звезды из 5 и сказал: «Певица Урдур Хаконардоттир демонстрирует уверенное вокальное разнообразие на протяжении всего альбома». PopMatters написал, что альбом «GusGus продолжает традицию танцевальной музыки порядочного, мыслящего человека. Attention объединяет их фирменный стиль с атмосферой электро-попа 80-х». Эрик Демби из Wired написал: «Наполненный заклинаниями новой вокалистки Урдур Хаконардоттир, олдскульными рейв-отсылками и соблазнительными техно и хаус-ритмами, Attention захватывает вас за бедра и не перестает трясти». Марк Дженкинс из The Washington Post писал, что «акцент группы смещается в сторону ровных битов, фуззтоновых звуковых сигналов и естественного вокала».

## Список композиций
Все песни написаны группой GusGus.
| №   | Название                   | Длительность |
| --- | -------------------------- | ------------ |
| 1.  | «Unnecessary»              | 4:33         |
| 2.  | «David»                    | 4:31         |
| 3.  | «Desire»                   | 5:08         |
| 4.  | «Attention»                | 5:07         |
| 5.  | «Dance You Down»           | 6:05         |
| 6.  | «I.I.E.»                   | 5:28         |
| 7.  | «Call of the Wild»         | 8:20         |
| 8.  | «Detention»                | 2:33         |
| 9.  | «Your Moves are Mine»      | 5:45         |
| 10. | «Don't Hide What You Feel» | 7:54         |

## В медиа
Песня «Desire» была сыграна в 24 серии «Реальный мир: Лас-Вегас» на MTV.